# Black Red White
Black Red White (BRW) – polskie przedsiębiorstwo przemysłowe, zajmujące się produkcją mebli. Założone w Chmielku, w województwie lubelskim, powiecie biłgorajskim w 1991 roku. Zarząd spółki znajduje się w Biłgoraju, główne miejsca produkcji to, oprócz Biłgoraja, m.in. Mielec, Chmielek i Zamość.

## Historia
Fabryka założona została w 1991 r. przez Tadeusza Chmiela, powstała na bazie byłego Państwowego Ośrodka Maszynowego, który funkcjonował przez okres prawie 30 lat. Przedsiębiorstwo bardzo szybko rozwijało się m.in. dlatego, że zapotrzebowanie na meble w tych latach było ogromne.

## Działalność
Obecnie przedsiębiorstwo jest eksporterem mebli (i posiada salony) m.in. na Ukrainę, do USA i prawie czterdziestu innych krajów. Posiada trzynaście hurtowni oraz magazyny regionalne w Polsce, o łącznej powierzchni ok. 260 tys. m². Spośród około dwóch tysięcy trzystu salonów sprzedaży ponad połowa znajduje się poza granicami kraju (stan na drugą połowę 2011 r.).
W skład Grupy Kapitałowej wchodzi BLACK RED WHITE S.A. i 22 spółki zależne, w tym 11 podmiotów zagranicznych zlokalizowanych na Ukrainie, Białorusi, Słowacji, Węgrzech, w Rosji oraz Bośni i Hercegowinie. Działalność produkcyjna na rzecz Black Red White prowadzona jest w 21 zakładach produkcyjnych w Polsce i za granicą.
Grupa Black Red White realizuje sprzedaż detaliczną poprzez sieć dystrybucji, za pośrednictwem salonów własnych oraz partnerów handlowych.
W Polsce sprzedaż mebli i artykułów wyposażenia wnętrz – poza ok. 800 punktami partnerskimi – jest realizowana przez sieć 74 salonów własnych, w tym 12 sklepów wielkopowierzchniowych (o powierzchni 10–15 tys. m²) we Wrocławiu, Krakowie, Lublinie, Zabrzu, Będzinie, Chorzowie, Łodzi, Bydgoszczy, Poznaniu, Warszawie i Gdańsku. Firma posiada również salony własne poza granicami kraju, zlokalizowane głównie na terenie Ukrainy, Białorusi, Słowacji i Węgrzech.
W 2006 roku grupa BEGA wykupiła spółkę Black Red White Vertriebs prowadzącą działalność spółki BRW na rynku niemieckim wraz z wyłącznymi prawami do gamy BRW i używania nazwy Black Red White na rynku niemieckim, austriackim i szwajcarskim. W 2023 roku grupa Bega zaprzestała korzystania z nazwy marki Black Red White.
W 2022 roku 50% udziałów w spółce BRW przejęła (w ramach umowy partnerskiej) austriacka grupa meblarska XXXLutz GmBH. Jednocześnie właścicielem BRW przestał być Tadeusz Chmiel, a do akcjonariatu spółki wszedł Dariusz Formela pełniący funkcję prezesa spółki od 2018 roku.
W sierpniu 2023 roku marka uruchomiła własny marketplace.
Grupa Black Red White lokuje ponad 40% swojej sprzedaży za granicą. Asortyment Grupy dostępny jest, poza rynkiem polskim, w ponad 40 krajach.
Krajowa sprzedaż hurtowa prowadzona jest w oparciu o centrum logistyczne w Mielcu oraz 6 hurtowni regionalnych. Podobna strategia w zakresie handlu hurtowego realizowana jest na rynkach zagranicznych. Grupa dysponuje hurtowniami własnymi na terenie Słowacji, Ukrainy, Białorusi, Rosji oraz Bośni i Hercegowiny.
Dominującą pozycję w Grupie Black Red White zajmuje spółka BLACK RED WHITE S.A. Pełni ona nadzór właścicielski nad podmiotami zależnymi oraz sprawuje funkcję koordynującą w zakresie zakupów, produkcji i sprzedaży prowadzonych przez spółki należące do Grupy.
Na rzecz Black Red White – w spółkach zależnych oraz współpracujących z Grupą – pracuje łącznie ponad 11 tys. pracowników.
W rankingu najdroższych polskich marek BRW uplasowało się w 2004 roku na 21. pozycji – przychody ze sprzedaży 974 880 000 PLN, a wynik netto 53 527 000 PLN.